# Cantonul Saint-Hilaire-des-Loges
Cantonul Saint-Hilaire-des-Loges este un canton din arondismentul Fontenay-le-Comte, departamentul Vendée, regiunea Pays de la Loire, Franța.

## Comune
- Faymoreau
- Foussais-Payré
- Mervent
- Nieul-sur-l'Autise
- Oulmes
- Puy-de-Serre
- Saint-Hilaire-des-Loges (reședință)
- Saint-Martin-de-Fraigneau
- Saint-Michel-le-Cloucq
- Xanton-Chassenon